# Kim (serie animata)
Kim è una serie televisiva a disegni animati ed è tratta dal romanzo omonimo di Rudyard Kipling. È una collana composta da 26 episodi ed è stata prodotta nel 2008 da Mondo TV e Rai Fiction.

## Trama
La storia si svolge in India nel XIX secolo. Kim è un orfano tredicenne che vive in povertà mendicando o svolgendo piccole commissioni nella città di Lahore. Un giorno fa amicizia con un anziano Lama e insieme partono alla ricerca del Fiume della Freccia, le cui acque, secondo la tradizione, permettono di raggiungere la purificazione. Essi diventeranno maestro e discepolo e vivranno molte avventure aiutandosi a vicenda.

## Personaggi
- Kim (voce italiana: Daniele Raffaeli) è il protagonista della serie. È un ragazzino orfano furbo e coraggioso, desideroso di aiutare il suo popolo a essere rispettato dagli inglesi. Con il suo coraggio Kim riuscirà a salvare l'India e a portare l'armonia tra inglesi e indiani.
- Elsa (voce italiana: Alida Milana) è la figlia di Creighton. È una ragazzina coraggiosa e che prova grande ammirazione per suo padre. Dopo aver fatto amicizia con Kim diventerà la sua inseparabile amica e lo aiuterà a salvare l'India.
- Barbarossa (voce italiana: Roberto Certomà) è un commerciante di cavalli ma in realtà un agente dell'alto comando inglese. È un buon amico di Kim e verso la fine uniranno le forze per salvare l'India.
- Teshu (voce italiana: Vittorio Battarra) è un Lama pellegrino in cerca dell'illuminazione. Dopo aver incontrato Kim decide di fargli da maestro e guidarlo nel diventare un ragazzo di buon cuore. Alcune volte Teshu rimprovera Kim poiché non gradisce che imbrogli la gente seppur lo faccia per procurare il cibo per entrambi ma comunque alla fine lo perdona sempre riconoscendone le buone intenzioni.
- Creighton (voce italiana: Saverio Indrio) è il padre di Elsa nonché colonnello dell'esercito inglese. È un uomo buono con un profondo rispetto verso gli indiani, deciso a mantenere la pace tra indiani e inglesi. Dopo aver incontrato Kim, che gli salva la vita da Bennet, fungerà come un secondo padre per lui.
- Julian (voce italiana: Alessio De Filippis) è il cugino di Elsa. Inizialmente arrogante e presuntuoso verso Kim a causa dei suoi pregiudizi verso gli indiani, in seguito, dopo che Kim viene bullizzato in collegio da un gruppo di giovani razzisti e accusato ingiustamente di atti vandalici, si pente delle proprie azioni e denuncia i veri colpevoli, facendoli espellere e diventando così amico inseparabile di Kim.
- Bennet (voce italiana: Mimmo Strati) è l'antagonista principale della serie. È il capitano dell'esercito inglese e apparentemente è un uomo ligio al dovere, oltre ad avere rispetto per Kreighton. In realtà è tutta una farsa: Bennet è un uomo malvagio e razzista verso gli indiani che ha finto di stare dalla parte dei ribelli che odiano gli inglesi per poter far scatenare una rivolta in India e fare in modo che Londra la facesse soffocare nel sangue, uccidendo tutti i ribelli e gli indiani innocenti che non erano coinvolti. In questo modo Londra avrebbe smesso di tollerare gli indiani e avrebbe usato il pugno di ferro in India, soffocando ogni loro libertà. Kim riuscirà a sventare il suo piano e a farlo smascherare da Kreighton, che rimarrà disgustato dai motivi che hanno spinto Bennet a fare una cosa del genere. Nello scontro che ne consegue Bennet muore precipitando in un burrone.
- Jasmina (voce italiana: Ilaria Latini) è la fidanzata di Barbarossa che funge da informatrice per il fidanzato. Verso la fine lo aiuterà con Kim a salvare l'India.

## Episodi
1. La profezia
2. Il treno per Umbralla
3. Il pedigree dello stallone
4. Il miracolo della bufala
5. La grande strada
6. La cornacchia
7. Il toro rosso
8. L'elefante rosso
9. L'orfanotrofio
10. Il piccolo Marajah
11. L'attentato
12. La tigre reale
13. L'istruzione di Kim
14. I briganti
15. San Saverio
16. Il giardino in fiore
17. Fuga da San Saverio
18. L'addestramento del pony
19. Le mille insidie di Calcutta
20. L'attentato al ponte
21. India in fiamme
22. Il monastero
23. L'esecuzione
24. Il leone del Punjab
25. Il passo Kaiber
26. La sorgente